# Национальный военно-исторический музей Украины
Национальный военно-исторический музей Украины — главный военный музей Украины.
Работа по созданию музея началась в октябре 1995 года. В сентябре 1996 года согласно решению Министерства обороны Украины Центральный музей Вооружённых сил Украины получил статус главного музея в системе военно-музейного дела в Вооруженных силах Украины. Свои двери для посетителей музей открыл в июне 1998 года, и с этого времени он приобрел популярность у поклонников военной истории.
Музей находится в здании Дома офицеров (памятник архитектуры), построенном по проекту архитектора И. Ю. Каракиса в 1931—1932 г.
В соответствии с Указом Президента Украины от 15 января 2010 года Центральному музею Вооруженных сил Украины предоставлен статус национального и он переименован в Национальный военно-исторический музей Украины.
Национальный военно-исторический музей Украины занимается издательским делом и является учредителем «Военно-исторического альманаха», единственного на Украине периодического издания, которое основательно освещает военные события прошлого, публикует воспоминания известных военных деятелей и научные труды исследователей военного наследия.

## Филиалы
В состав музея входят филиалы:
- Музей ракетных войск стратегического назначения (пгт. Побугское, Кировоградская область; офис филиала в Первомайске). Создан на базе бывшей боевой ракетной части. Посетители музея имеют возможность осмотреть ранее совершенно секретные объекты и понять боевые возможности ракетных войск.
- Волынский региональный музей украинского войска и военной техники (г. Луцк) — представляет экспозицию из 74 образцов военной техники и вооружения. Всего фонды музея насчитывают свыше 1000 экспонатов.
- Музей «Героев Днепра» (г. Ивано-Франковск).
- Мемориальный комплекс памяти героев Крут (с. Памятное, Борзнянский район, Черниговская область
- Музей тяжёлой бомбардировочной авиации (г. Полтава).